# 彭塔瓦尔
彭塔瓦尔（英語：Pentawer；前1173年—前1155年4月），古埃及第二十王朝第二任法老拉美西斯三世与泰伊所生之子。公元前1155年4月，拉美西斯三世封他与宠妃蒂蒂克拉的儿子拉美西斯四世为太子，而使泰伊产生了嫉妒与谋反之心，泰伊图谋儿子得位并勾结大臣意图刺杀拉美西斯三世，拉美西斯三世被暗杀后事情东窗事发，所有40余名大臣遭惩处并处死，泰伊下落不明，彭塔瓦尔亦受其牵连而被审判处决，根据文献记载，彭塔瓦尔可能是被审判官下判以服毒自杀，年仅18岁。这一系列事件史称拉美西斯三世宫廷密谋事件。事发后，泰伊与彭塔瓦尔的陵墓遭到破坏与盗劫，棺木上的名字亦被抠去，这是因为埃及人担心他们将会到天国享福。
2012年，根据DNA检测，考古学家在哈特谢普苏特的停灵庙里的木乃伊坑DB320中发现的“不明男子E”被确认为彭塔瓦尔的遗体。从木乃伊上推测他去世时只有18岁。

## 扩展阅读
- Pascal Vernus, Affairs and Scandals in Ancient Egypt, Cornell University Press 2003
- James Henry Breasted, Ancient Records of Egypt, Part Four, Chicago 1906